# NGC 5460
NGC 5460 è un ammasso aperto visibile nella costellazione del Centauro.

## Osservazione

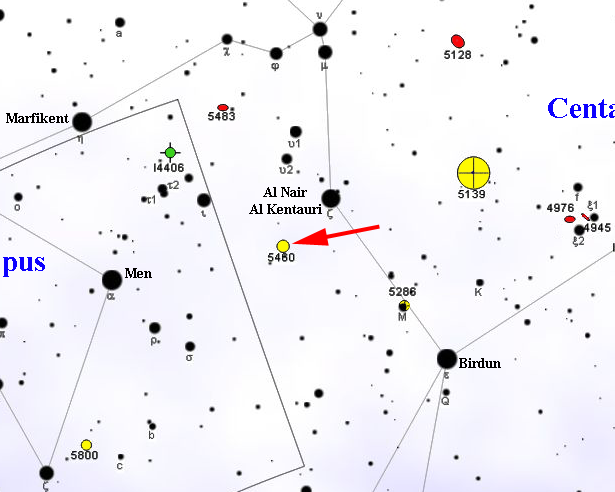
Mappa per individuare NGC 5316.

La sua ricerca viene di molto facilitata dalla presenza della stella ζ cen, visibile 2 gradi a NW; si tratta di un ammasso dalla morfologia particolare, formato da tre grappoli di stelle di ottava e nona magnitudine, allineati in senso nord-sud. Lo strumento ideale per la sua osservazione è il binocolo, con ingrandimenti che vanno dal 10x50 all'15x80, oppure piccoli telescopi, dato che forti ingrandimenti fanno perdere la visione di insieme; molto bello il contrasto di colore delle sue componenti, alcune azzurre, altre arancioni.
Quest'ammasso si trova ad una declinazione fortemente australe, pertanto non è osservabile da molte delle regioni abitate dell'emisfero boreale, come gran parte dell'Europa e del Nordamerica; da diverse regioni abitate dell'emisfero australe, al contrario, si presenza circumpolare. Il periodo migliore per la sua osservazione nel cielo serale è quello compreso fra febbraio e luglio.

## Storia delle osservazioni
NGC 5460 venne individuato per la prima volta da James Dunlop nel 1826, nelle sessioni osservative condotte quando era sovrintendente dell'osservatorio del Nuovo Galles del Sud in Australia; l'astronomo John Herschel lo riosservò in seguito e lo inserì nel suo General Catalogue of Nebulae and Clusters col numero 3772.

## Caratteristiche
NGC 5460 è un ammasso piuttosto disperso e moderatamente popolato, pur essendo ben contrastato; la sua distanza è stimata attorno ai 678 parsec (circa 2210 anni luce) ed è quindi situato sul bordo interno del Braccio di Orione, a una distanza maggiore rispetto alle stelle della grande Associazione Scorpius-Centaurus e piuttosto vicino all'ammasso NGC 5662.
Si tratta di un ammasso di età intermedia, con un'età stimata sui 160 milioni di anni, e contiene una nutrita popolazione di stelle delle prime classi spettrali, come la B e la A; la metallicità media di tutte le componenti è paragonabile a quella solare. Quattro di queste stelle sono state riconosciute come binarie spettroscopiche.